# 오무보로
오무보로(키타라어: omuboro, 학명: Citropsis articulata 키트롭시스 아르티쿨라타[*])는 운향과의 과일 나무(관목 또는 소교목)이다. 원산지는 아프리카 열대 지역이다.